# Šentjurski muzikanti
Šentjurski muzikanti so bili narodno-zabavni ansambel iz Šentjurja. Poustvarjali so predvsem slovensko ljudsko glasbo s šentjurskega okoliša in stare avstro-ogrske koračnice.  

## O zasedbi
Ansambel je začel z igranjem pod imenom "Šentjurski muzikanti" leta 1997. Leta 2003 ansambel zapusti basist Dušan Štarkel, ki ga zamenja Vinko Frece. Izvajajo avtorsko narodno-zabavno in ljudsko glasbo ter stare avstrijske in češke koračnice. Leta 2006 ansambel prejme nagrado Častni godec Slovenije, v istem letu pa igrajo tudi slovenskim izseljencem v Kanadi.
Med najbolj znanimi skladbami oz. priredbami so Vsaki bor se maje, Tobak je žlahtna trav'ca, Ta zadn' direndaj ... 

## Člani ansambla
- Franc Šuster "Osreček" - klarinet
- Franc Jazbinšek - harmonika
- Beno Pečar - kitara
- Vinko Frece - bariton, kontrabas

## Diskografija
- 35 let igranja po ohcetih Osrečkega in Zelčevega Francija (1998)
- Letos je  en'  luštn' let' (2002)
- Direndaj (2005)
- 10 let Šentjurskih muzikantov (2007)